# Van Jones
Anthony Kapel Jones, detto Van (Jackson, 20 settembre 1968), è un avvocato, scrittore, attivista e blogger statunitense.

## Biografia
È cofondatore di numerose organizzazioni non profit tra cui la Dream Corps, un "acceleratore di uguaglianza sociale"  (social justice accelerator), la quale attualmente opera in tre iniziative legali: #cut50, #YesWeCode e Green for All. È autore di due bestseller del New York Times, The Green Collar Economy e Rebuild the Dream. È stato al servizio del presidente Barack Obama come avvocato speciale per il Green Jobs, come ricercatore ospite alla Princeton University e come co-conduttore nei dibattiti politici del programma televisivo Crossfire trasmesso dalla CNN. Attualmente è presidente della Dream Corps e contribuisce regolarmente alla CNN.